# Nathan Deakes

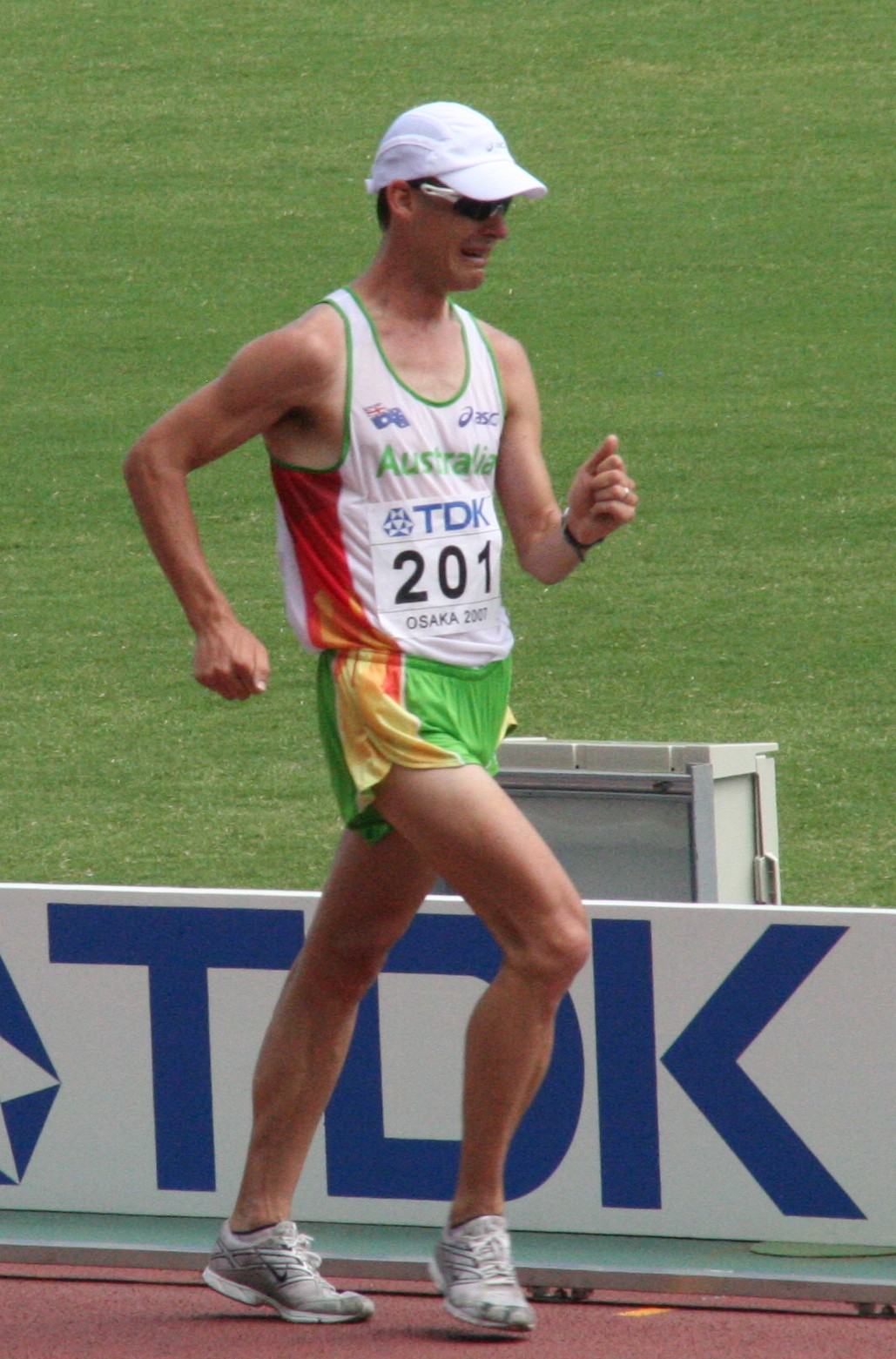
Nathan Deakes 2007

Nathan Deakes (* 17. August 1977 in Geelong) ist ein ehemaliger australischer Geher.

## Werdegang
Nathan Deakes war 1996 Dritter bei den Juniorenweltmeisterschaften im 10.000-Meter-Bahngehen. 1998 wurde er bei den Commonwealth Games Dritter im 20-km-Gehen. Bei den Weltmeisterschaften 1999 belegte er Platz sieben.
Bei den Olympischen Spielen 2000 in Sydney belegte er Platz 8 im 20-km-Gehen und Platz sechs im 50-km-Gehen. 2001 belegte er Platz vier bei den Weltmeisterschaften in Edmonton über 20 km und gewann diese Strecke bei den Goodwill Games. Er gewann über beide Distanzen bei den Commonwealth Games 2002.
Bei den Olympischen Spielen 2004 gewann Deakes Bronze über 20 km und lag über 50 km gemeinsam mit Robert Korzeniowski an der Spitze, wurde aber disqualifiziert. 2006 konnte er seinen Doppelsieg von 2002 bei den Commonwealth Games wiederholen.
Am 2. Dezember 2006 konnte Nathan Deakes in seiner Heimatstadt Geelong den seit 2003 bestehenden Weltrekord von Robert Korzeniowski über 50 km um 16 Sekunden verbessern.
Seinen größten Erfolg erging er bei den Weltmeisterschaften 2007 in Osaka. In 3:43:53 h wurde er Weltmeister auf der 50-km-Strecke vor dem Franzosen Yohan Diniz. 
Bei den Olympischen Spielen 2012 in London kam er auf Platz 22. 2013 beendete Deakes seine Sportlaufbahn.
Bei einer Körpergröße von 1,83 m betrug sein Wettkampfgewicht 66 kg.

## Bestzeiten
- 20 km Straßengehen: 1:17:33 h, 2005
- 50 km Straßengehen: 3:35:47 h, 2006